# Robert Dornhelm

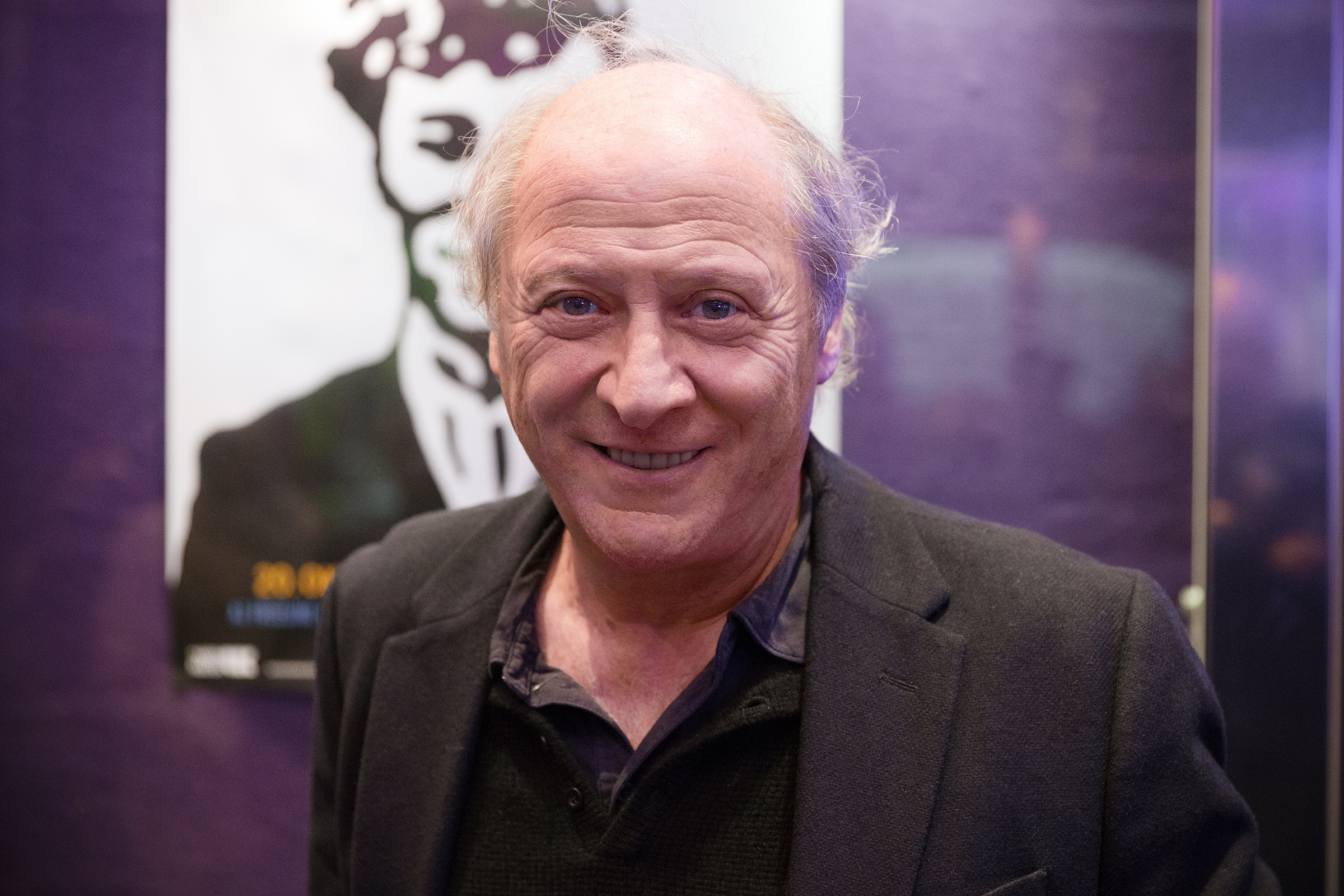
Robert Dornhelm (2016)

Robert Dornhelm (* 17. Dezember 1947 in Timișoara, Königreich Rumänien) ist ein österreichischer Filmregisseur.

## Leben und Werk
Robert Dornhelm wurde 1947 im westrumänischen Timișoara im Banat geboren. Seine Familie emigrierte 1961 nach Wien. Von 1965 bis 1967 studierte er Film an der Wiener Filmakademie. Von 1967 bis 1975 arbeitete er als Dokumentarfilmregisseur für den Österreichischen Rundfunk (ORF).
Nach mehreren Projekten stellte Dornhelm im Jahr 1977 seinen Debütfilm fertig: The Children of Theatre Street. Dieser brachte ihm gemeinsam mit Produzent Earle Mack eine Oscar-Nominierung in der Kategorie Bester Dokumentarfilm im Jahr 1978 ein. Der Film beschäftigt sich mit den Schülern der Waganowa-Ballettakademie in Sankt Petersburg und wird von Fürstin Gracia Patricia von Monaco erzählt.
Nach diesem Erfolg verlegte Dornhelm seinen Arbeits- und Lebensmittelpunkt nach Los Angeles. Es folgten Filme wie She Dances Alone (1981) – eine Geschichte über Kyra Nijinsky, der Tochter des russischen Tänzers Vaslav Nijinsky – oder Digital Dreams. Der 1983 für das US-amerikanische Fernsehen gedrehte Film widmet sich dem Leben von Bill Wyman, langjähriger Bassist und Gründungsmitglied der Rolling Stones.
Mit seinem nächsten Spielfilm Echo Park (1986) konnte Dornhelm sowohl in den USA wie auch in Europa Erfolge feiern. In dem 1990 erschienenen Drama Requiem für Dominic – nominiert für einen Golden Globe, geschrieben von den beiden österreichischen Autoren Michael Köhlmeier und Felix Mitterer – beschäftigt sich Dornhelm mit dem revolutionären Umbruch in seiner Heimat Rumänien. Gegen Ende der 1990er Jahre folgten die beiden Filme Der Unfisch (1997) und The Venice Project (1999).
2001 führte Dornhelm Regie bei der Anne-Frank-Verfilmung Anne Frank – Die wahre Geschichte mit Ben Kingsley und Brenda Blethyn, die für den US-amerikanischen Fernsehsender ABC produziert wurde und ihm eine Nominierung für den Emmy in der Kategorie bester Regisseur einer Miniserie einbrachte.
2002 verfilmt Dornhelm mit RFK das Leben von Robert F. Kennedy. Es folgen ein Film über den umstrittenen New Yorker Bürgermeister Rudy Giuliani: Rudy: The Rudy Giuliani Story (2003) (mit James Woods), Spartacus (2004) und The Ten Commandments (2006).
Es folgte Into the west, eine Produktion von Steven Spielberg, die mit zehn Nominierungen für den Emmy erhielt.
Sein darauffolgender Film war Kronprinz Rudolfs letzte Liebe (2006), ein TV-Zweiteiler über das Schicksal des Habsburgthronfolgers Rudolf von Österreich-Ungarn. Der rund zweimonatige Dreh fand in Wien und Umgebung statt. Das Historiendrama wurde 2006 erstmals vom ORF ausgestrahlt und an 15 Fernsehstationen verkauft. 2007 erhielt Dornhelm dafür die Goldene Romy als Bester Regisseur des Jahres.
2007 drehte Dornhelm in Russland und Litauen seinen bisher aufwendigsten Film, eine mehrteilige Neuverfilmung von Leo Tolstois Roman Krieg und Frieden, siehe Krieg und Frieden (2007).
Danach drehte er eine Dokumentation über Herbert von Karajan anlässlich dessen 100. Geburtstags mit zuvor nicht autorisiertem Probenmaterial und Gesprächen aus Archiven: Karajan – oder Die Schönheit, wie ich sie sehe. La Bohème mit Anna Netrebko und Rolando Villazón kam 2008 ins Kino.
2012 drehte er den TV-Zweiteiler K2 - The Italian Mountain, ein Spielfilm über die Erstbesteigung des zweithöchsten Berges der Welt mit Marco Bocci und Michele Alheique in den Hauptrollen. Die Erstausstrahlung im italienischen Fernsehen RAI löste heftige Debatten in der Presse durch enttäuschte Nachkommen der Erstbesteiger und Alpinkreise aus, da weder Darstellung der Abläufe, noch Charaktere der Teilnehmer der historischen Wirklichkeit entsprächen. Der Film zeige ein verfälschtes und unrealistisches Bild der Expeditionsgeschehnisse. Das Produkt der Zusammenarbeit von Rai Fiction und Red Film – Terra Internationale Filmproduktionen wurde nicht im Karakorum, sondern in Tirol gedreht,  es handele sich um „Fiction“, wiewohl fundierte Recherche und Seriosität vorgegeben würden.

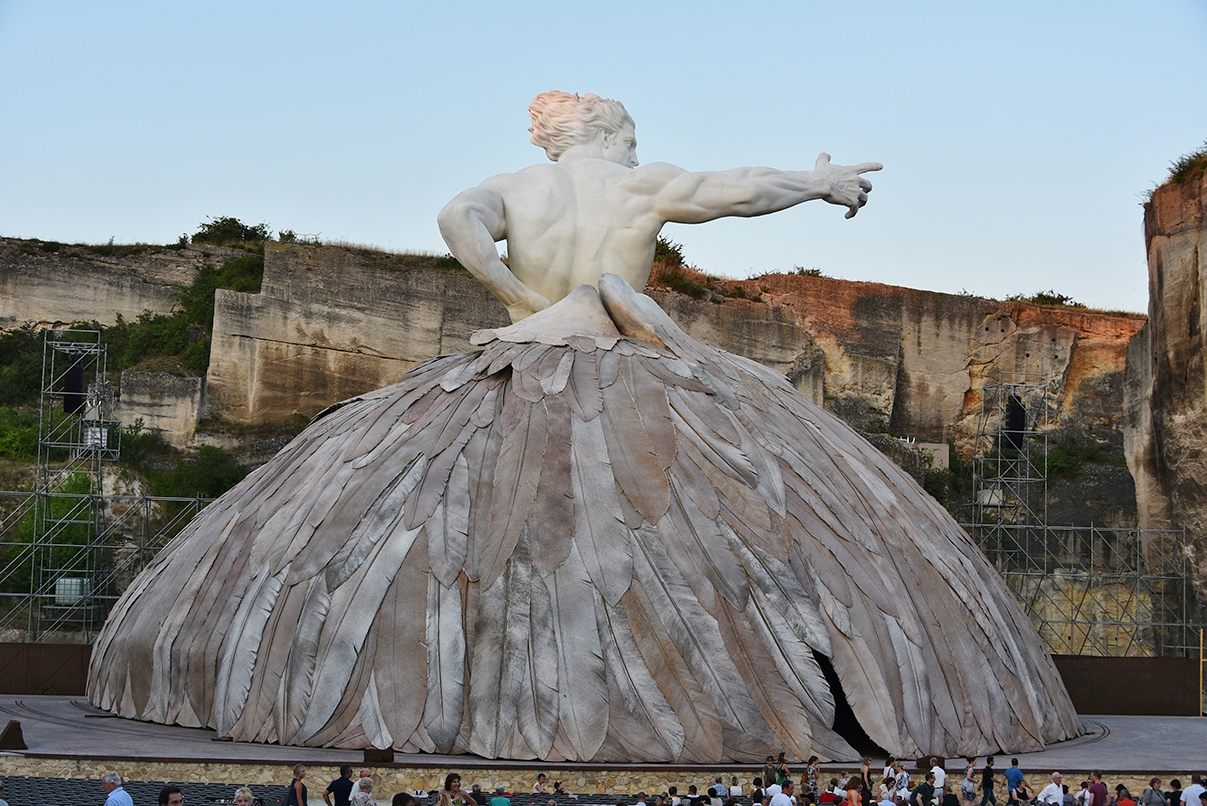
Der Engel für Dornhelms Tosca-Inszenierung im Römersteinbruch St. Margarethen

Im Sommer 2013 inszenierte Dornhelm Giacomo Puccinis La Bohème für die Opernfestspiele St. Margarethen. Im darauffolgenden Jahr führte er Regie bei Aida und im Juli und August 2015 im Römersteinbruch St. Margarethen Giacomo Puccinis Tosca.
2016 drehte er für ORF und ZDF den Fernsehzweiteiler Das Sacher, 2017 und 2019 für den ORF die Miniserie Maria Theresia.
Im Rahmen der Linzer Klangwolke 2021 inszenierte er Panta Rhei zur Musik von Roman Kariolou.

## Familie
Der ehemalige Staatsoperndirektor Ioan Holender ist ein Cousin Robert Dornhelms. Er holte den Dreizehnjährigen nach der Emigration aus Rumänien in Italien ab. Dornhelm nahm nach seiner Emigration aus Rumänien die österreichische Staatsbürgerschaft an.

## Auszeichnungen
- 1978: Oscarnominierung: Nominierung von The Children of Theatre Street als besten Dokumentarfilm
- 1981: Österreichischer Würdigungspreis für Filmkunst für She dances alone[5]
- 2001: Emmy-Nominierung: Nominierung von Anne Frank in der Kategorie Regie für eine Miniserie, einen Fernsehfilm oder ein Special
- 2007: Romy: Beste Regie für Kronprinz Rudolfs letzte Liebe
- 2007: Österreichisches Ehrenkreuz für Wissenschaft und Kunst
- 2013: Goldenes Ehrenzeichen für Verdienste um das Land Wien[6]
- 2014: Ehrenbürger von Timișoara

## Filmografie (Auswahl)
- 1977: The Children of Theatre Street
- 1981: She Dances Alone
- 1983: Digital Dreams
- 1986: Echo Park
- 1989: Cold Feet
- 1990: Hotels – Hotel Chateau Marmont – Los Angeles
- 1990: Requiem für Dominik
- 1993: Fatal Deception: Mrs. Lee Harvey Oswald
- 1997: Der Unfisch
- 1997: A Further Gesture
- 1999: The Venice Project
- 2001: Anne Frank – The Whole Story
- 2002: Die Sünden der Väter
- 2002: RFK
- 2003: Rudy: The Rudy Giuliani Story
- 2004: Spartacus
- 2004: Clara Harris – Verzweifelte Rache (Suburban Madness)
- 2004: Identity Theft: The Michelle Brown Story
- 2005: Into the West – In den Westen
- 2006: Die Zehn Gebote
- 2006: Kronprinz Rudolfs letzte Liebe
- 2007: Great Performances – Karajan or Beauty as I See It
- 2007: Krieg und Frieden
- 2008: La Bohème
- 2010: Udo Proksch: Out of Control
- 2011: Amanda Knox: Murder on Trial in Italy
- 2011: Die Schatten, die dich holen
- 2012: K2 – La montagna degli italiani
- 2015: Oh du mein Österreich
- 2015: Tatort: Gier
- 2016: Das Sacher
- 2017–2019: Maria Theresia
- seit 2019: Vienna Blood (Fernsehreihe)
  - 2019: Die letzte Séance
  - 2021: Die traurige Gräfin
  - 2021: Die schwarze Feder
  - 2021: Vor der Dunkelheit
  - 2022: Rendezvous mit dem Tod
  - 2022: Der Schattengott
  - 2022: Der Tod und das Mädchen
- 2024: Hunyadi – Aufstieg zur Macht (Rise of the Raven, Fernsehserie)